# Jeru the Damaja
Kendrick Jeru Davis, mais conhecido pelo seu nome artístico Jeru the Damaja (Brooklyn, 14 de fevereiro de 1972), é um rapper americano mais conhecido por seu álbum de estréia de 1994, The Sun Rises in the East, classificado como um dos 100 melhores álbuns de hip hop de todos os tempos pelos editores da About.com. Ele trabalhou extensivamente com rapper Guru e DJ Premier do grupo Gang Starr, que ele conheceu desde que ele estava no ensino médio.

## Carreira
Jeru the Damaja nasceu em 14 de fevereiro de 1972, no Brooklyn em Nova York. A sua primeira aparição foi em uma faixa do grupo do grupo Gang Starr. Em 1994, Jeru the Damaja lançou seu primeiro e aclamado álbum The Sun Rises in the East. O álbum estreiou na posição #5 na Billboard Top R&B/Hip Hop Albums. A About.com classificou The Sun Rises in the East entre os 100 melhores álbuns de hip hop de todos os tempos. Jeru seguiu com o seu segundo álbum Wrath Of The Math, com DJ Premier na produção. O álbum recebeu vários elogios, mas não teve o mesmo sucesso do seu álbum anterior. Jeru era acusatório de artistas de hip-hop das gravadoras Death Row e Bad Boy. Na canção "One Day", Jeru em uma parte da canção diz a seguinte frase: "Não sou um cara chamado Puff Daddy, não tenho grana para gastar". Puff Daddy não respondeu, mas Biggie Smalls se sentiu ofendido pois era da Bad Boy, Biggie respondeu com a canção "Kick In The Door" que também foi destinada para outros rappers. Wrath the Math estreiou na posição #3 na Billboard Top R&B/Hip Hop Albums. Após alguns anos fora da cena do hip hop, em 1999, Jeru lançou seu terceiro álbum Heroz 4 Hire, que conteve os singles "99,9 Pa Cent" e "Black Love". Heroz 4 Hire não conteve sucesso e chegou apenas a posição #80 no Top R&B/Hip-Hop Albums e foi o primeiro álbum de Jeru a não trilhar caminho na Billboard 200. Em 2003, Jeru lançou seu quarto álbum Divine Design. Divine Design recebeu pouca atenção e conteve críticas mistas, muitos críticos falaram que Divine Design não se comparava com os seus álbuns anteriores. Divine Design ficou em alta na Billboard Top R&B/Hip-Hop Albums alcançando posição #19, apesar de não trilhar a Billboard 200. Em 2007, Jeru the Damaja lançou Still Rising que conteve o single "The Crack". Apesar do álbum não fazer muito sucesso, os críticos falaram que Jeru continua sendo uma importante voz do hip hop. Still Rising ficou na posição #175 na Billboard 200 e #60 no Top R&B/Hip-Hop Albums.

## Discografia
- The Sun Rises in the East (1994)
- Wrath Of The Math (1996)
- Heroz 4 Hire (1999)
- Divine Design (2003)
- Still Rising (2007)
- The Hammer EP (2014)